# سالوادور کارمونا
سالوادور کارمونا (انگلیسی: Salvador Carmona؛ زادهٔ ۲۲ اوت ۱۹۷۵) یک بازیکن فوتبال اهل مکزیک است. 
از باشگاه‌هایی که در آن بازی کرده‌است می‌توان به گوادالاخارا اشاره کرد.
وی همچنین در تیم ملی فوتبال مکزیک بازی کرده و در د جام جهانی ۱۹۹۸ و ۲۰۰۲ به میدان رفته است.